# Triptyque (roman)
Pour les articles homonymes, voir Triptyque (homonymie).
Triptyque est un roman de Claude Simon publié le 1er janvier 1973 aux éditions de Minuit.

## Résumé
En peinture, on appelle "triptyque" une œuvre composée de trois volets.
Si les actions ou les personnages mis en scène peuvent avoir entre elles et entre eux des liens plus ou moins étroits (par exemple plusieurs épisodes d'une même légende), d'autres fois les sujets de chacun des volets sont différents. Mais, ainsi ou autrement, l'ensemble de l'œuvre constitue un tout indissociable, et par l'unité de la facture, et par la façon calculée dont se répondent d'un volet à l'autre et s'équilibrent les différentes formes et les différentes couleurs.
La composition de TRIPTYQUE s'inspire de ces principes. Trois "histoires" (une noce qui tourne mal, la noyade accidentelle d'une enfant, un fait divers dans une station balnéaire) s'y entrelacent, se superposent parfois, se nourrissent l'une de l'autre et finalement, s'effacent...     
Dans trois lieux différents, trois histoires entrelacées inspirées par trois peintres :
- Nord : banlieue industrielle – Paul Delvaux
- Centre : campagne – Jean Dubuffet
- Sud : paysage méditerranéen – Francis Bacon (peintre)

## Éditions
- Triptyque, Les Éditions de Minuit, 1973  (ISBN 2707300853).